# Osteolepis
Osteolepis is een geslacht van uitgestorven coelacant-achtige kwastvinnige vissen uit het Midden-Devoon (400 tot 380 miljoen jaar geleden). Deze vis had een lengte van ongeveer twintig centimeter. Fossielen van Osteolepis zijn gevonden in het noorden van Schotland.

## Kenmerken
Osteolepsis was bedekt met grote vierkante schubben; de schubben en platen op de kop waren bedekt met een dunne laag van sponsachtig, maar verbeend materiaal, genaamd cosmine. Deze laag bevatte kanalen die verbonden waren met de sensorische cellen dieper in de huid. De kanalen eindigden in poriën die aan de oppervlakte gelegen waren, waardoor de vis vibraties kon waarnemen.
Osteolepis had veel overeenkomsten met de tetrapoden, waardoor aangenomen wordt dat hij nauw verwant was met de oudste vertegenwoordigers van deze groep. De vinnen van deze vissen vertoonden bijvoorbeeld meer overeenkomst met de poten van tetrapoden dan met de vinnen van straalvinnige vissen (zoals de steur).

## Soorten
- Osteolepis macrolepidotus Agassiz 1835 †
- Osteolepis microlepidotus Pander 1829 †

Rijk: Animalia · Phylum/Afdeling: Chordata · Klasse: Sarcopterygii · Subklasse: Tetrapodomorpha · Superorde: Osteolepidida